# 桑提諾·馬瑞拉

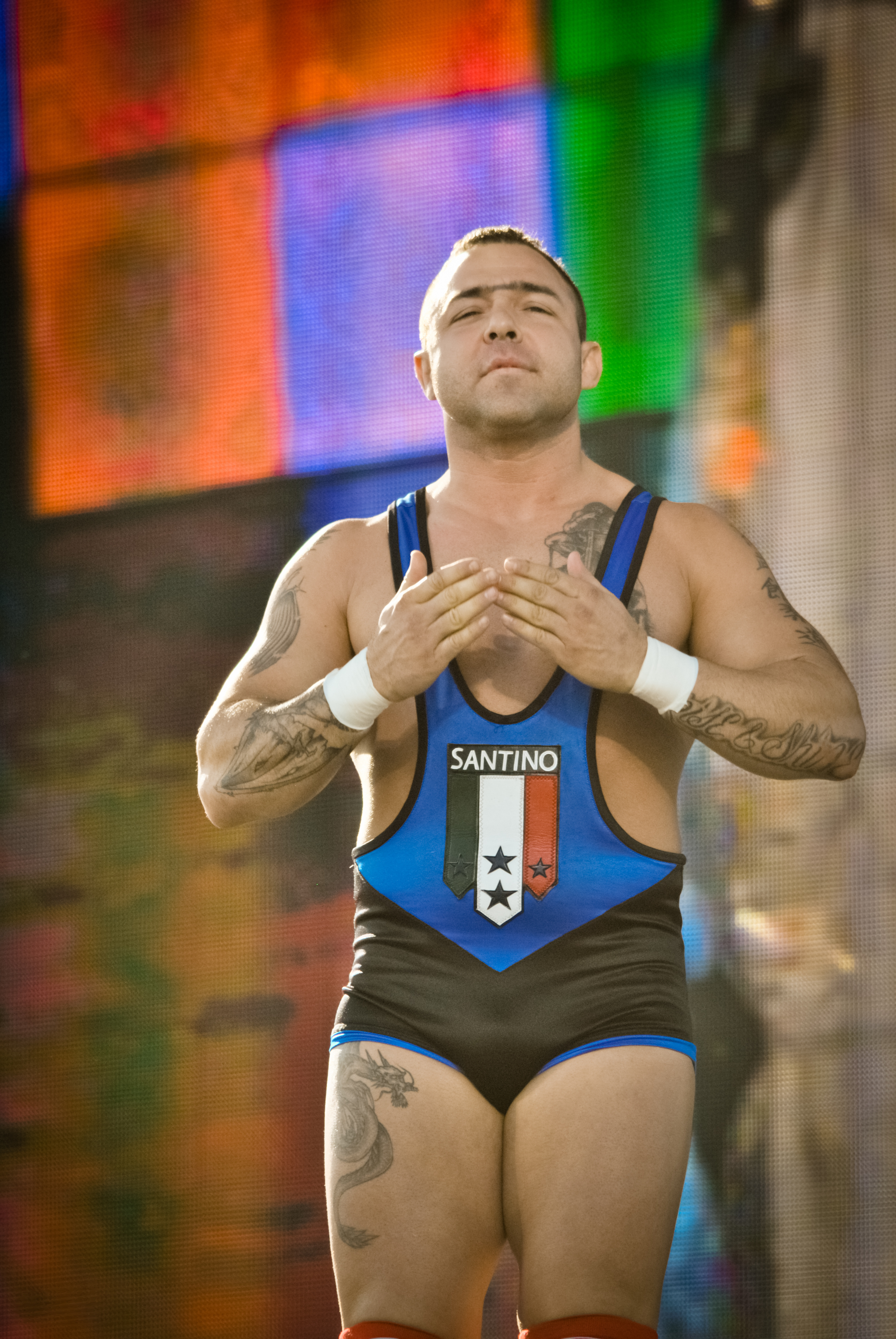
桑提諾·馬瑞拉

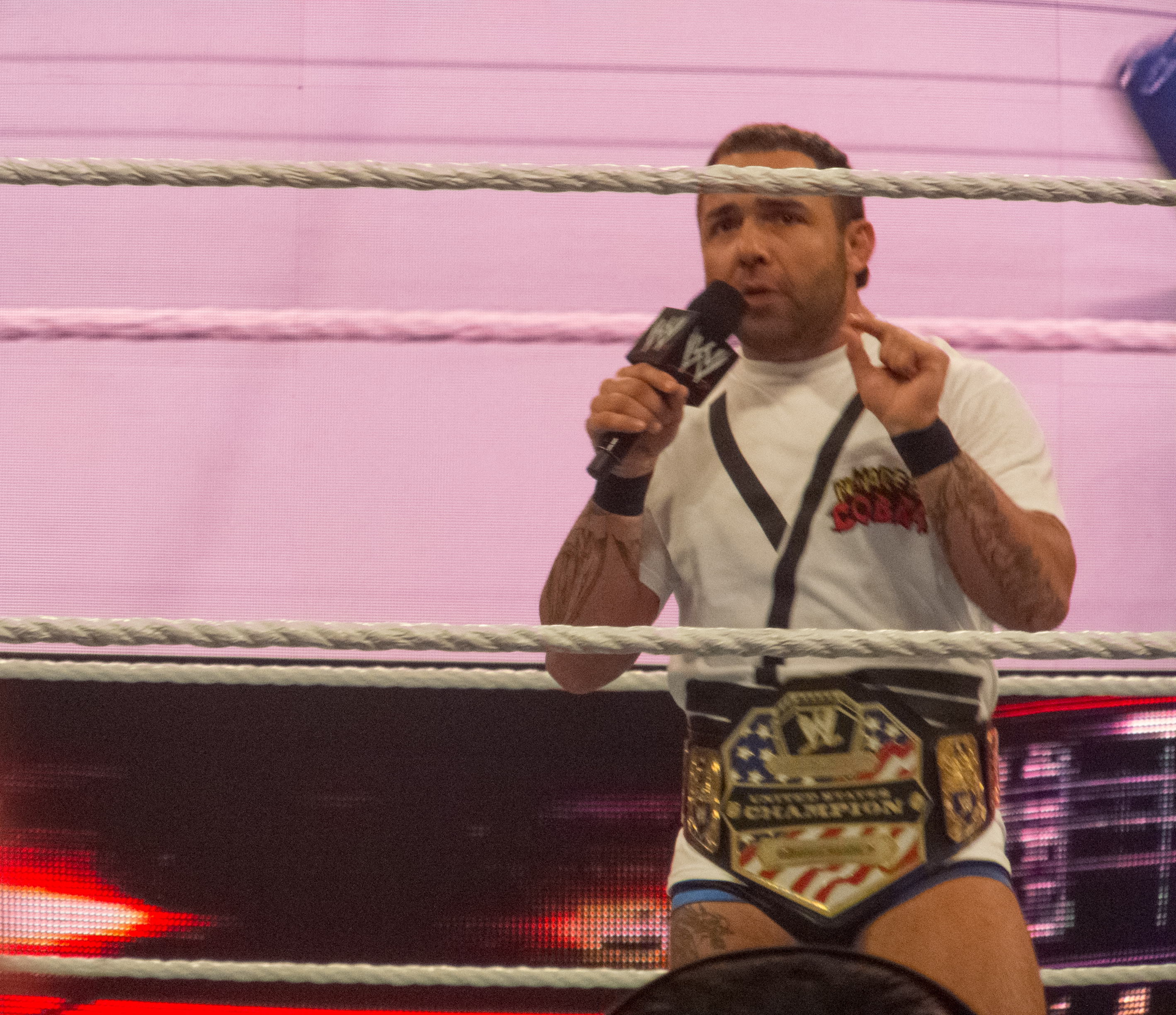
桑提諾·馬瑞拉與WWE美國冠軍腰帶

桑提諾·馬瑞拉（義大利語：Santino Marella，1974年3月14日—），本名安東尼·卡雷利（義大利語：Anthony Carelli），是世界摔角娛樂（WWE）旗下職業摔角選手，並在世界摔角娛樂節目WWE Raw中亮相。
在桑提諾·馬瑞拉的摔角事業中，桑提諾曾是兩次WWE洲際冠軍、一次WWE美國冠軍及一次WWE雙打冠軍（與弗拉基米爾·科茲洛夫）。2020年1月，他在皇家大赛回归并使用Santina Marela的身份上台。